# Amaia Bacigalupe de la Hera
Amaia Bacigalupe de la Hera (Portugalete, Vizcaya, 1980) es una socióloga, profesora e investigadora en sociología y salud pública española.

## Biografía
Es licenciada en Sociología, máster en Políticas Públicas y Sociales y doctora en Salud Pública.

### Trayectoria profesional
Es profesora titular del Departamento de Sociología y Trabajo Social de la Universidad del País Vasco, e investigadora del grupo OPIK de Determinantes Sociales de la Salud y Cambio Demográfico. 
Estudia los efectos entre la salud pública y las desigualdades sociales, como parte del Grupo de Investigación OPIK, haciendo además hincapíe en las desigualdades de género en los temas rerferentes a la salud.
Concretamente ha analizado en ocasiones los factores y determinantes socioeconómicos y de género que intervinieron durante la pandemia COVID19.
Ha participado y liderado trabajos de investigación en el ámbito estatal y europeo sobre estas materias, dando como resultado más de 70 publicaciones científicas.